# Atavizem
Atavizem je izraz, ki se uporablja v evolucijski biologiji in pomeni, da se določena telesna ali duševna lastnost ponovno izrazi v določenem organizmu, medtem ko jo pri njegovih prednikih ni zaznati. Atavizem se pojavi, ko se genetska osnova neke lastnosti ohrani v genomu, vendar pri večini osebkov ni izražena. Zgled za atavizem je občasen pojav zadnjih nog pri kitih.
Analogno se pojem uporablja tudi v etnologiji v primeru, ko se določena navada ali kultura iz preteklosti ponovno pojavi, v vmesnem obdobju pa je ni bilo zaznati.